# The Rolling Stones (album)
Pour les articles homonymes, voir Rolling, Rolling Stones (homonymie) et Stones (homonymie).
Albums britanniques des Rolling Stones
The Rolling Stones No. 2
(1965)
Albums nord-américains des Rolling Stones
12 X 5
(1964)
Singles
1. Not Fade Away/Little by Little
Sortie : 21 février 1964
2. Tell Me (You're Coming Back)
Sortie :  13 juin 1964

The Rolling Stones est le premier album du groupe rock britannique éponyme, sorti au Royaume-Uni en avril 1964 sur le label Decca, et le 30 mai aux États-Unis sous le titre de England's Newest Hit Makers, sur le label London Records.

## Historique

### Contexte
Depuis la signature chez Decca le 29 avril 1963, les Rolling Stones ont sorti les singles Come On (reprise de Chuck Berry) le 7 juin et I Wanna Be Your Man le 1er novembre 1963 et leur EP éponyme le 10 janvier 1964 où il atteint la première place. Pour l'instant, le répertoire du groupe ne comporte que des reprises et aucune chanson originale, au moment où les Beatles enchaînent les succès avec les compositions de Lennon/McCartney (ils offrent ainsi I Wanna Be Your Man aux Rolling Stones).
Leur manager, Andrew Loog Oldham, comprend que le groupe ne décollera pas sans se constituer son propre répertoire original. Il décide que cette tâche doit revenir à Mick Jagger et Keith Richards. Selon la légende, il a enfermé ces deux derniers dans la cuisine d'un appartement du quartier de Willesden à Londres en leur précisant qu'il ne les laissera pas sortir avant qu'ils n'aient composé une chanson. Les deux premières compositions seront : It Should Be You qui sera enregistré une première fois par un chanteur de la maison de production d'Oldham, George Bean; et As Tears Go By qui sera donnée à une jeune chanteuse anglaise Marianne Faithfull (car la composition étant une ballade est jugée indigne par ses compositeurs pour être interprétée pas un groupe qui joue du blues comme les Rolling Stones) dans un premier temps avant de la sortir eux-mêmes à Noël 1965.

### Enregistrement

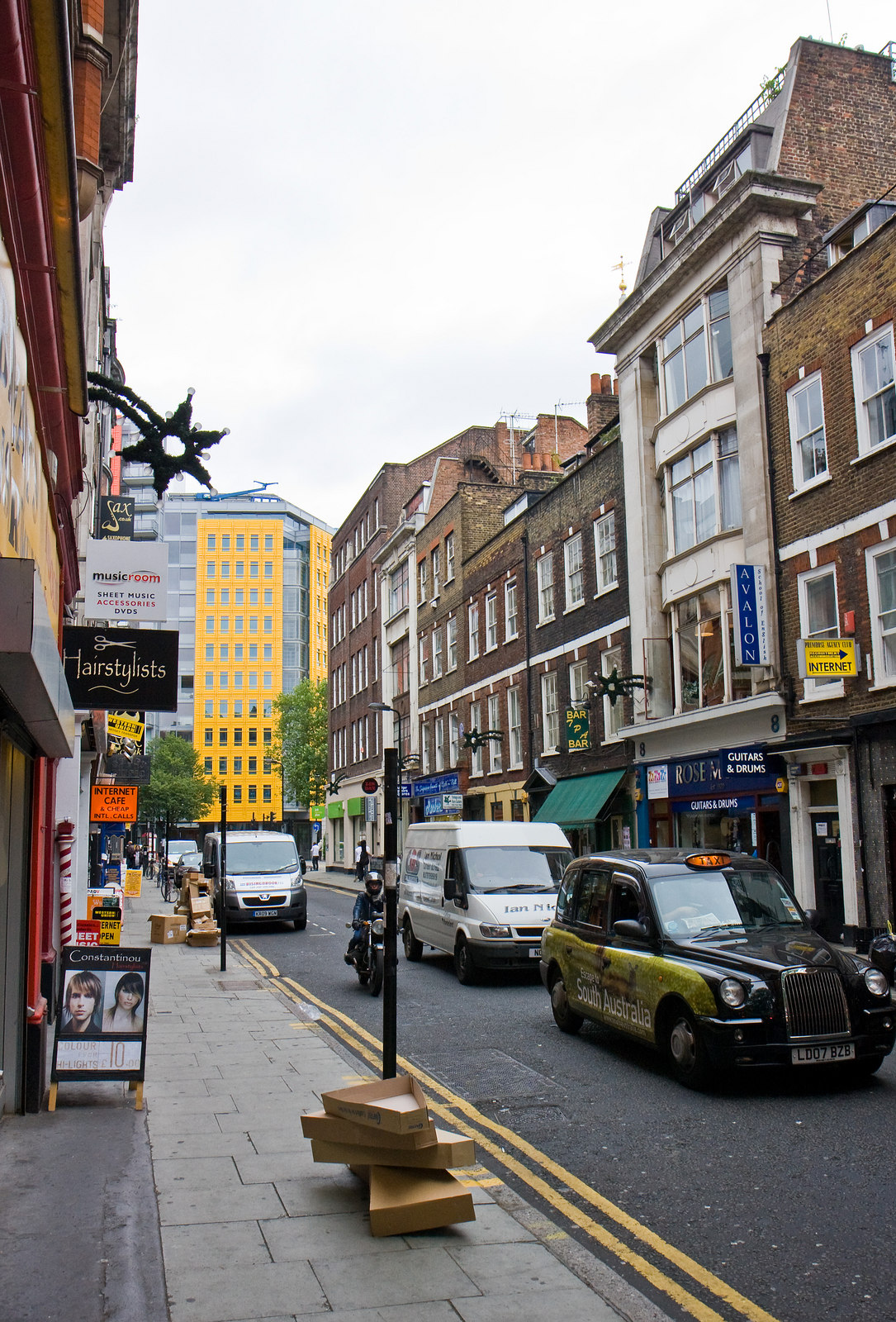
L'album est enregistré aux Regent Sound Studios situé sur Denmark Street (ici en 2010).

Les sessions d'enregistrement de cet album se sont déroulées le 3 et 10 janvier, puis le 4 février et du 24 au 25 février 1964 dans un petit studio sur Denmark Street, les Regent Sound Studios. Le studio, à peine assez grand pour le groupe, est insonorisé avec des boîtes d'œufs fixées aux murs, et le matériel consiste en un magnéto 2 pistes (l'une avec les voix et l'autre les instruments). L'album est enregistré quasiment en prise live, une prise après l'autre (la meilleure étant gardée) et mixé en mono (la stéréo est un format nouveau à l'époque) étant donné les conditions techniques d'enregistrement et pour que leur son ait un maximum d'impact sur n'importe quel appareil d'écoute (petit poste radio ou tourne-disques) bon marché. Bien qu'il ait été écarté du groupe par leur producteur, le pianiste Ian Stewart est présent sur l'album.
Les Rolling Stones entrent au studio le 2 janvier 1964. Mais ce jour-là, ils ne sont que de simples accompagnateurs sur To Know Him Is To Live Him de Phil Spector interprétée par Cleo Sylvestre, la nouvelle protégée de leur producteur Andrew Loog Oldham, et There Are But Five Rolling Stones de ce dernier et (avec) Mike Leander dans le cadre du groupe The Andrew Loog Oldham Orchestra. Ils seront payés 2 £ chacun pour leurs prestations.
Les séances d'enregistrement de l'album commencent seulement le lendemain avec les chansons Route 66, I Need You Baby (Mona) et Carol. Puis sept jours plus tard le 10 janvier, jour de la sortie de l'EP, le groupe revient au studio enregistrer la reprise Not Fade Away qui est publiée en single le 21 février 1964, mais n'est pas présente dans la version britannique de l'album (contrairement à la version américaine). En effet, il était coutume de ne pas inclure en Angleterre les singles dans les albums.
Les sessions reprennent le 4 février avec des invités de marque à l'initiative du producteur Oldham pour améliorer la cohésion et l'ambiance du groupe durant ces séances : le producteur Phil Spector, les membres fondateurs des Hollies Graham Nash et Allan Clarke, et le chanteur Gene Pitney. Y sont enregistrées ce jour-là les chansons Can I Get a Witness, Now I’ve Got a Witness (Like Uncle Phil and Uncle Gene), Little By Little, Spector And Pitney Came Too et Andrew's Blues. Les deux dernières chansons résultant des improvisations sur fond de Cognac (dans un moment de détente) n'ont pas été retenues pour l'album. Gene Pitney et Phil Spector apparaissent respectivement au piano et aux maracas sur Little by little et inspirent l'instrumental Now I’ve Got a Witness (Like Uncle Phil and Uncle Gene) crédité Nanker Phelge.
Enfin le 24-25 février, sont enregistrées les chansons I Just Want to Make Love to You, Honest I Do, I'm a King Bee, Tell Me (You're Coming Back), You Can Make It If You Try, Walking the Dog et Good Times Bad Times. C'est dernière qui n'apparait pas sur l'album est parue en face B du single It's All Over Now, tandis que Walking the Dog est une des rares chansons sur laquelle Brian Jones chante (en duo avec Mick Jagger).

## Caractéristiques artistiques

### Analyse du contenu
Au moment où le groupe rentre en studio, les Beatles avaient déjà sorti les albums Please Please Me et With the Beatles et une série de singles tels que She Loves You qui montrent le talent d'écriture du duo Lennon/McCartney. Les Stones n'écrivaient pas encore de chansons, mais jouait des reprises de blues du Mississippi et de Chicago. Ce disque reprend principalement ces chansons que le groupe jouait depuis un an.
Cet album contient toutefois trois compositions originales, entourées de classiques comme le standard de jazz-swing Route 66, le rock Carol de Chuck Berry, les blues Honest I Do de Jimmy Reed et I'm A King Bee de Slim Harpo ou le I Need You Baby (Mona) de Bo Diddley. Le titre de la chanson Now I’ve Got a Witness (Like Uncle Phil and Uncle Gene) fait référence à Phil Spector et Gene Pitney, ayant contribué à l'enregistrement de l'album.
Deux chansons sont créditées « Nanker Phelge », un pseudonyme utilisé par les Stones entre 1963 et 1965 pour désigner une écriture réalisée par tous les membres du groupe. Brian Jones expliquera plus tard que les «nankies» sont «des gentils mecs qui jouent les flics», et que Phelge est un vieux copain des Stones qui est imprimeur.
L'instrumentation adoptée par le groupe suggère une attention surtout prêtée aux orchestres noirs du South Side de Chicago (Muddy Waters, Little Walter) : guitares solo, rythmique et basse, harmonica, batterie, et dans certains enregistrements, orgue ou piano tenus par Ian Stewart, véritable 6e Stones qui était avec eux depuis le début et qui est devenue leur « roadie », certes très privilégié, et Gene Pitney, avec qui les Stones eurent des relations de hasard.
Autre élément, les maracas, dues à l'influence de Chuck Berry et Bo Diddley. Il y a aussi beaucoup de techniques instrumentales empruntées au Blues qu'ils idolâtrent tant : l'harmonica, tenue pour la plupart du temps par le multi-instrumentiste Brian Jones (officiellement guitare rythmique, bien qu'il inter-changeait souvent avec Keith Richards).
Autre élément caractéristique du Blues : le bottleneck (« goulot de bouteille » en anglais, du fait qu'à l'origine cela vient du bout des bouteilles coupées et utilisées par les bluesmans pour obtenir les sons glissando et slide). On peut être sûr aujourd'hui qu'il a été intégré dans le rock anglais par Brian Jones, qui en jouait particulièrement bien. On peut noter l'effet accentué du bottleneck sur I'm a King Bee.
Les Stones ont véritablement popularisé le blues connu par quelques amateurs de ce genre de musique aux États-Unis (beaucoup plus qu'en Angleterre, où le style des années 1950 était plus orienté jazz, et où le début des années 1960 sera dans le style des Shadows). Par exemple, I just wanna make love to you créé par Muddy Waters, a été véritablement adapté « à la sauce Stones » : sur un rythme échevelé, que morcellent des breaks instrumentaux, guitares et harmonica ponctuent le discours vocal de Jagger qui étend la portée afro-américaine du texte au contexte anglais, se mettant là en position d'universaliser la chanson.

### Pochette et disque
La photo de couverture de l'album a été prise par Nicholas Wright. La pochette ne porte aucun titre ou information d'identification autre que la photo et le logo Decca - un concept de design «inouï» créé par le producteur Andrew Loog Oldham,. Le nom «The Rolling Stones» apparait au dos de l'album avec un texte du producteur qui stipule « The Rolling Stones, a way of life ».

## Parution et réception
L'album sort le 16 avril 1964 en mono au Royaume-Uni et sera l'un des plus grands succès musicaux de 1964 sur ce territoire, détrône l'album With The Beatles à la tête du classement. L'album reste no 1 pendant douze semaines, et sera le seul à ne pas être enregistré par les Beatles présents à cette place durant cette année-là. Sa sortie est précédée du single Not Fade Away qui, bien qu'il provienne des sessions de l'album, n'apparaît pas sur ce dernier. Cela s’explique par le fait qu'au Royaume-Uni à cette époque les morceaux parus en singles ne figurent pas systématiquement sur les albums. En effet le marché des 33 tours est très différent de celui ayant cours aux États-Unis, où le 45 tours prédomine. Ainsi la présence des "hits" sur les versions américaines des albums est un argument de vente incontournable, alors qu'au Royaume-Uni la présence de doublons sur album défavoriserait la vente des singles au profit des 33 tours. Les versions anglaises des LP contiennent souvent également un ou deux morceaux en plus. Ces pratiques pénibles, quoique intéressantes pour les collectionneurs, expliquent que les albums des Rolling Stones et des Beatles par exemple ont des versions anglaises et américaines très différentes jusqu'à 1966-1967. Pour les Beatles les versions anglaises sont considérées comme les véritables; ce qui n'est pas le cas pour les Stones. Dès leur premier album la version anglaise sera différente de l'américaine à venir. À ce jour, le disque s'est vendu à 500 000 exemplaires.
Aux États-Unis, La version américaine de l'album, à l'origine éponyme mais plus tard officiellement appelée England's Newest Hit Makers, est le premier album américain du groupe publié par London Records le 30 mai 1964, un mois et demi après la version britannique. Cette version, également disponible uniquement en mono, se différencie de la version britannique d'origine par la chanson Not Fade Away sortie uniquement en single au Royaume-Uni qui remplace I Need You Baby (Mona). Cette dernière sera ultérieurement publiée sur le troisième album américain The Rolling Stones, Now! l'année suivante. L'édition américaine atteint quant à elle la 11e position des charts US et est sacrée disque d'or. À ce jour, il s'agit du seul album américain des Stones qui n'a pas réussi à se classer dans le top 5 du palmarès album Billboard.
En août 2002, les deux éditions sont remastérisées et rééditées en CD et SACD chez ABKCO, même si la version américaine est plus facile à trouver chez les disquaires.
L'album est cité dans l'ouvrage de référence de Robert Dimery Les 1001 albums qu'il faut avoir écoutés dans sa vie. Sean Egan de BBC Music a écrit à propos du disque en 2012: « C'est un témoignage de l'éclat du groupe dont le résultat était toujours le meilleur album à émerger du boom du blues britannique du début des années 1960… l'ensemble livre avec amour certains de ses coups de rhythm 'n' blues ». Il est inclus à la 418e place de la liste All Time Top 1000 Albums de Colin Larkin.
La chanson Carol qui apparaît sur cet album sera reprise par les Stones tout au long de leur carrière (notamment sur l'album live Get Yer Ya-Ya's Out et au concert d'Altamont au speedway de San Francisco, en 1969). Les chansons les plus appréciées restent Route 66, Carol, Can I Get a Witness, et Walking the Dog.

## Liste des chansons

### Édition britannique
| 1. | Route 66                                                | Bobby Troup                                      | 2:20 |
| 2. | I Just Want to Make Love to You                         | Willie Dixon                                     | 2:17 |
| 3. | Honest I Do                                             | Jimmy Reed                                       | 2:09 |
| 4. | Mona                                                    | Ellas McDaniel (Bo Diddley)                      | 3:33 |
| 5. | Now I’ve Got a Witness (Like Uncle Phil and Uncle Gene) | Nanker Phelge (The Rolling Stones)               | 2:29 |
| 6. | Little by Little                                        | Nanker Phelge (The Rolling Stones), Phil Spector | 2:39 |

| 7.  | I'm a King Bee (en)             | James Moore (Slim Harpo)                    | 2:35 |
| 8.  | Carol                           | Chuck Berry                                 | 2:33 |
| 9.  | Tell Me (You're Coming Back)    | Jagger/Richards                             | 4:05 |
| 10. | Can I Get a Witness             | Brian Holland, Lamont Dozier, Eddie Holland | 2:55 |
| 11. | You Can Make It If You Try (en) | Ted Jarrett                                 | 2:01 |
| 12. | Walking the Dog                 | Rufus Thomas                                | 3:10 |

### Édition américaine:England's Newest Hit Makers
L'édition américaine sortie sous le nom de England's Newest Hit Makers comporte la reprise Not Fade Away qui remplace I Need You Baby (Mona) d'Ellas McDaniel.
| 1. | Not Fade Away                                           | Buddy Holly, Norman Petty                        | 1:48 |
| 2. | Route 66                                                | Bobby Troup                                      | 2:20 |
| 3. | I Just Want to Make Love to You                         | Willie Dixon                                     | 2:17 |
| 4. | Honest I Do                                             | Jimmy Reed                                       | 2:09 |
| 5. | Now I’ve Got a Witness (Like Uncle Phil and Uncle Gene) | Nanker Phelge (The Rolling Stones)               | 2:29 |
| 6. | Little by Little                                        | Nanker Phelge (The Rolling Stones), Phil Spector | 2:39 |

| 7.  | I'm a King Bee               | James Moore (Slim Harpo)                    | 2:35 |
| 8.  | Carol                        | Chuck Berry                                 | 2:33 |
| 9.  | Tell Me (You're Coming Back) | Mick Jagger, Keith Richards                 | 4:05 |
| 10. | Can I Get a Witness          | Brian Holland, Lamont Dozier, Eddie Holland | 2:55 |
| 11. | You Can Make It If You Try   | Ted Jarrett                                 | 2:01 |
| 12. | Walking the Dog              | Rufus Thomas                                | 3:10 |

## Personnel
Selon les auteurs Philippe Margotin et Jean-Michel Guesdon, sauf mention contraire :

### The Rolling Stones
- Mick Jagger : chant, clapements de mains, tambourin; harmonica sur Honest I Do et I'm a King Bee, maracas sur Not Fade Away et Mona
- Keith Richards : guitare rythmique (6 et 12 cordes) et solo, chœurs
- Brian Jones : chœurs, guitare rythmique, guitare solo sur I'm a King Bee, Tell Me; guitare slide sur Walking the Dog;[17] harmonica sur Not Fade Away, I Just Want to Make Love to You et Now I've Got a Witness; tambourin sur Tell Me, Little by Little, Mona et Can I Get a Witness; sifflements sur Walking the Dog
- Bill Wyman : basse, chœurs, clapements de mains
- Charlie Watts : batterie, clapements de mains

### Musiciens additionnels
- Allan Clarke : chœurs sur Little by Little
- Graham Nash : chœurs sur Little by Little
- Gene Pitney : piano sur Little by Little
- Phil Spector : percussion et maracas sur Little by Little
- Ian Stewart : orgue sur Now I've Got a Witness et You Can Make It If You Try; piano sur Tell Me et Can I Get a Witness

### Équipe technique
- Andrew Loog Oldham : producteur
- Bill Farley : ingénieur du son
- Nicholas Wright : photographe

### Sources
- Andy Babiuk et Greg Prevost, Rolling Stones Gear: All the Stones' Instruments from Stage to Studio, Milwaukee, Wisconsin, Backbeat Books, 2013 (ISBN 978-1-61713-092-2)
- Philippe Margotin et Jean-Michel Guesdon, The Rolling Stones All the Songs: The Story Behind Every Track, New York City, Black Dog & Leventhal Publishers, 2016 (ISBN 978-0-316-31774-0, lire en ligne)